# Coban (logiciel)
Pour les articles homonymes, voir Coban.
Coban est un logiciel libre pour les professionnels de l'électricité.
Coban est un « couteau suisse » dont le principal objectif est de faciliter et d'accélérer le choix de matériel.
Son fonctionnement se veut le plus simple et le plus intuitif possible pour rester accessible aux professionnels de l'électricité, même ceux ne maîtrisant pas beaucoup l'outil informatique.
Pour garder toute sa simplicité d'utilisation, Coban n'est pas conçu comme un logiciel de CALCUL, mais plutôt comme un logiciel d'ESTIMATION rapide et convivial.

## Fonctionnalités

### Électricité
- Définir la section d'un câble en fonction du mode de pose, du calibre de son disjoncteur de protection, de la température…
- Calculer la chute de tension dans un câble en fonction de l'intensité le parcourant, de la distance et du matériau.
- Conversion Watts ↔ Ampères ↔ Chevaux↔ Horse Power.
- Conversion AWG ↔ mm2.

### Éclairage
- Éclairage : Choix du nombre de luminaires nécessaire pour éclairer un local.

### Chauffage / climatisation
- Estimation de la puissance calorifique pour locaux d'habitation
- Estimation de la puissance calorifique pour locaux tertiaires ou industriels.
- Bilan thermique de climatisation.

### Vidéosurveillance / Sonorisation
- Vidéosurveillance : Choix d'un objectif; calcul d'une focale et/ou d'un champ de vision.
- Sonorisation : Choix du nombre de haut-parleurs et de leur puissance de réglage (ligne 100 V).

## Systèmes d'exploitation supportés
Coban fonctionne sous Windows®, GNU/Linux et Mac OS®.

## Langage de programmation
Coban est codé en Python.
L'interface graphique est réalisée grâce à WxPython

## Licence
Coban est distribué sous double licence :
- licence CeCill pour la version GNU/Linux et les sources.
- licence propriétaire pour la version Windows.